# Kanton Sergines
Kanton Sergines is een voormalig kanton van het Franse departement Yonne. Het kanton maakte deel uit van het arrondissement Sens. 
Het werd opgeheven bij decreet van 13 februari 2014 met uitwerking op 22 maart 2015.
Alle gemeenten werden opgenomen in het dan nieuw gevormde kanton Thorigny-sur-Oreuse.

## Gemeenten
Het kanton Sergines omvatte de volgende gemeenten:
- Compigny
- Courlon-sur-Yonne
- La Chapelle-sur-Oreuse
- Pailly
- Perceneige
- Plessis-Saint-Jean
- Serbonnes
- Sergines (hoofdplaats)
- Thorigny-sur-Oreuse
- Vinneuf